# Lopo Gonçalves Bastos
Lopo Gonçalves Bastos (Gémeos, Celorico de Basto, 31 de julho de 1800 — Porto Alegre, 7 de novembro de 1872) foi um comerciante e político luso-brasileiro.

## Biografia

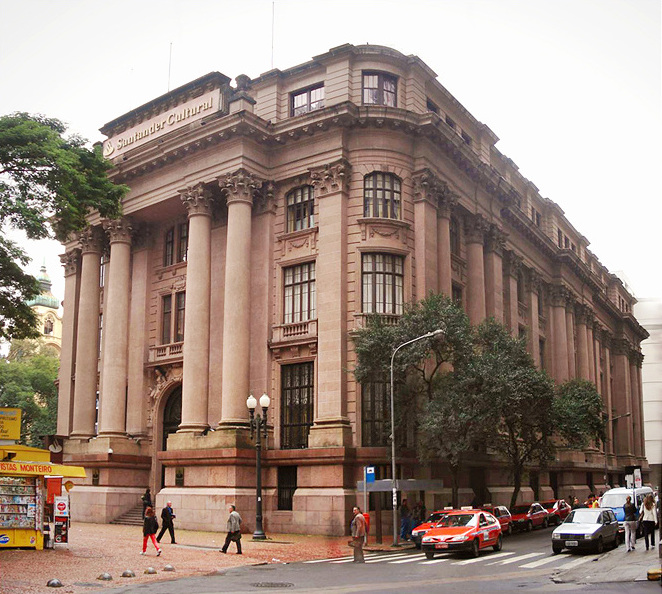
Prédio do antigo Banco da Província, atual Santander Cultural.

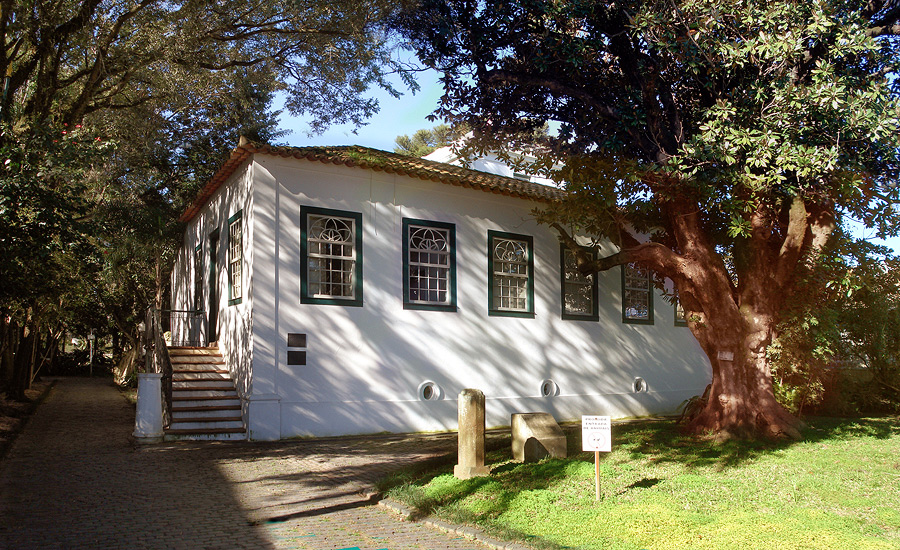
O Solar Lopo Gonçalves.

Nasceu aos 31 de julho do ano de 1800 na freguesia de Gémeos, do concelho de Celorico de Basto, distrito de Braga em Portugal, batizado na paróquia da mesma freguesia aos 4 de agosto do mesmo ano, filho de António Gonçalves e Teresa Maria de Moura. 
Em 1827 já tinha um estabelecimento comercial em Porto Alegre, vendendo produtos importados, alimentos e escravos. Depois de seu casamento com Francisca Benfica Rodrigues Teixeira, filha do sargento-mor João Luís Teixeira, realizado em 23 de julho de 1828, manteve em sociedade com seu sogro uma loja de fazendas na Rua da Praia, um armazém de molhados na Praça da Alfândega e barcas para transporte fluvial de cargas. Tornou-se empresário abastado, proprietário de um dos maiores patrimônios da Província do seu tempo.
Foi vereador em diversos mandatos, iniciando no quadriênio 1833 a 1836. Durante a Revolução Farroupilha, quando da tomada de Porto Alegre pelo rebeldes, tentou não tomar partido, por isso solicitou, em 13 de outubro de 1835, licença por três meses para se ausentar a Rio Grande para tomar banhos de mar por motivo de saúde. Em 1844 foi reeleito, e em 1848 ficou como suplente.
Em sua casa foi fundada a Praça do Comércio (antiga denominação da Associação Comercial de Porto Alegre), sendo seu primeiro presidente, reeleito em 1864 e 1871. Também participou da fundação do Banco da Província do Rio Grande do Sul e foi membro de sua primeira diretoria.
Notabilizou-se ainda nos terrenos religioso e filantrópico, sendo membro benemérito da Santa Casa de Misericórdia e por três vezes eleito prior da Ordem Terceira de Nossa Senhora das Dores. Deu colaboração fundamental para a construção da Igreja de Nossa Senhora das Dores e atuou como tesoureiro das obras do Seminário Diocesano. Foi tesoureiro do Asilo Santa Leopoldina, juiz de Paz, juiz municipal de Órfãos, e membro da Junta para Execução do Código do Processo Criminal.
Segundo Luis Cláudio Symanski, ao falecer "o patrimônio de Lopo Gonçalves foi avaliado em 236.536$500 (duzentos e trinta e seis contos, quinhentos e trinta e seis mil e quinhentos réis), distribuídos entre imóveis (194.350$000), bens móveis e escravos (25.850$000), móveis e utensílios domésticos (976$500), ouro e prata (1.154$000), e apólices do governo e ações (13.300$000). Para se ter uma ideia desta quantia, basta levar em conta que ela não foi superada em nenhum dos inventários da nobreza presentes no Arquivo Público". Deixou os filhos Aurélia Teixeira Bastos, Francisca Teixeira Bastos, Lopo Gonçalves Bastos Filho e Maria Luiza Teixeira Bastos, nascidos respectivamente em 1829, 1830, 1837 e 1842.
Em sua homenagem, foi batizada uma via do bairro Cidade Baixa, a rua Lopo Gonçalves. O casarão que construiu em torno de 1845 numa chácara sita à antiga Rua da Margem, conhecido como Solar Lopo Gonçalves, e que serviu como casa de veraneio da família, é um dos mais antigos e significativos exemplares a sobreviver de construção residencial em estilo colonial de Porto Alegre. Permaneceu em posse de seus descendentes até 1946, quando foi vendido, e atualmente é a sede do Museu de Porto Alegre Joaquim Felizardo. O prédio foi tombado pelo município em 21 de dezembro de 1979 e restaurado em 1980.